# Kate & Leopold
Kate & Leopold é um filme de fantasia americano de 2001, uma comédia romântica que conta a história de um duque que viaja no tempo da Nova Iorque de 1876 para o presente e se apaixona por um mulher deste tempo.
O filme foi dirigido por James Mangold e estrela Meg Ryan, Hugh Jackman e Liev Schreiber. Foi lançado originalmente nos Estados Unidos em 25 de dezembro de 2001, sendo liberado em Portugal em 1 de março de 2002 e no Brasil em 14 de junho de 2002.

## Sinopse
Leopold Mountbatten é um duque de Albany que vive no século XIX e é trazido para o século XXI pelo seu descendente, Stuart Besser, um cientista. Após a confusão inicial, Leopold se aproxima da publicitária Kate McKay, ex-namorada de Stuart, e os dois acabam se apaixonando.

## Elenco
- Meg Ryan como Kate McKay
- Hugh Jackman como Sua Graça Leopold Alexis Elijah Walker Thomas Gareth Mountbatten, 3º Duque de Albany
- Liev Schreiber como Stuart Besser
- Breckin Meyer como Charlie McKay
- Natasha Lyonne como Darci
- Bradley Whitford como JJ Camden
- Paxton Whitehead como Millard Mountbatten
- Spalding Gray como Dr. Geisler
- Josh Stamberg como Bob
- Matthew Sussman como Phil
- Charlotte Ayanna como Patrice
- Philip Bosco como Otis
- Cole Hawkins como Hector
- Kristen Schaal como Miss Tree
- Stephanie Sanditz como Gretchen
- Viola Davis como policial
- Andrew Jack como John A. Roebling

## Versões alternativas
Referências sugerindo que Kate é a tataravó de Stuart foram censuradas do filme poucos dias antes do lançamento nos cinemas, de acordo com o diretor James Mangold, devido a "2 críticos que ficaram horrorizados com o relacionamento distante de Liev Schreiber com Leo".
A versão do diretor, de 123 minutos, foi lançada em DVD (não reproduzível na América do Norte) em 2003 e em Blu-ray (reproduzível na América do Norte) em 2012. A versão para o cinema, de 118 minutos, existe apenas em DVD.

## Trilha sonora
A trilha sonora oficial do filme é formada em sua maior parte pelo score composto por Rolfe Kent e conduzido por William T. Stromberg, exceto pelas faixas "Until…", de Sting, indicada ao Oscar de melhor canção original, e "Back Where I Belong", de Jula Bell. Foi lançada em 26 de fevereiro de 2002, pela Milan Records.
| Kate & Leopold (Music from the Miramax Motion Picture) |                                            |                |         |  |
| N.º                                                    | Título                                     | Artist         | Duração |  |
| 1.                                                     | "A Clock in New York"                      | Rolfe Kent     | 1:26    |  |
| 2.                                                     | "I Want Him Resplendent"                   | Rolfe Kent     | 1:25    |  |
| 3.                                                     | "Leopold Chases Stuart to Brooklyn"        | Rolfe Kent     | 1:54    |  |
| 4.                                                     | "That Was Your Best?"                      | Rolfe Kent     | 1:17    |  |
| 5.                                                     | "Let's Go!"                                | Rolfe Kent     | 3:03    |  |
| 6.                                                     | "Leopold Sees the Completed Bridge"        | Rolfe Kent     | 0:49    |  |
| 7.                                                     | "You Did So Great (Kate's Theme)"          | Rolfe Kent     | 1:18    |  |
| 8.                                                     | "Galloping"                                | Rolfe Kent     | 1:21    |  |
| 9.                                                     | "Dearest Kate..."                          | Rolfe Kent     | 2:14    |  |
| 10.                                                    | "Prolixin / Leopold & Charlie Buy Flowers" | Rolfe Kent     | 2:20    |  |
| 11.                                                    | "Charlie Wins Patrice, Leopold Wins Kate"  | Rolfe Kent     | 3:41    |  |
| 12.                                                    | "Secret Drawer"                            | Rolfe Kent     | 2:01    |  |
| 13.                                                    | "Time for Bed"                             | Rolfe Kent     | 2:14    |  |
| 14.                                                    | "Charlie Realizes Leopold Was for Real"    | Rolfe Kent     | 1:31    |  |
| 15.                                                    | "Kate Goes to the Awards"                  | Rolfe Kent     | 2:24    |  |
| 16.                                                    | "Kate Sees the Pictures - "I Have to Go""  | Rolfe Kent     | 2:54    |  |
| 17.                                                    | "You Have to Cross the Girder"             | Rolfe Kent     | 1:51    |  |
| 18.                                                    | "Back in 1876 - Waltz"                     | Rolfe Kent     | 2:12    |  |
| 19.                                                    | "Back Where I Belong"                      | Jula Bell      | 2:49    |  |
| 20.                                                    | "Until..."                                 | Sting          | 3:11    |  |
| Duração total:                                         | Duração total:                             | Duração total: | 41:55   |  |

## Recepção

### Resposta crítica
No Rotten Tomatoes, o filme tem uma taxa de aprovação de 50%, com base nas avaliações de 129 críticos, e uma classificação média de 5.33/10. O consenso do site é: "Embora Hugh Jackman encante, Kate & Leopold é branda e previsível, e o cenário de viagem no tempo carece de lógica." No Metacritic, o filme tem uma pontuação média ponderada de 44 com base em 27 críticas, indicando "críticas mistas ou médias". O público pesquisado pela CinemaScore deu ao filme uma nota B + na escala de A a F.
Roger Ebert, do Chicago Sun-Times, escreveu: "Meg Ryan faz esse tipo de coisa tão bem quanto possível, e depois de "Sleepless in Seattle" e "You've Got Mail", aqui está outro enredo engenhoso que nos provoca com a possibilidade de que o amor verdadeiro irá falhar, enquanto pisca que, é claro, ele irá prevalecer." Peter Travers da Rolling Stone chamou de "comida reconfortante para românticos feridos".
Lael Loewenstein da Variety escreveu: "Uma comédia romântica de viagem no tempo cujos melhores elementos - Meg Ryan e Hugh Jackman - superam buracos na trama que distraem, fios soltos e artifícios variados para fazer um conto principalmente charmoso e divertido."

### Premiações
Hugh Jackman foi indicado em 2001 para o Globo de Ouro de melhor ator em comédia ou musical. O filme ganhou o Globo de Ouro de melhor canção original "Until...", escrita e interpretada por Sting. A mesma música também foi indicada para o Oscar de Melhor Canção Original, e Sting cantou a canção durante a cerimônia.